# Sakrileg (Roman)
Sakrileg ist der Titel der 2004 erschienenen Übersetzung eines Thrillers von Dan Brown, der 2003 unter dem englischen Titel The Da Vinci Code erschien. Der Roman stützt sich wesentlich auf das pseudowissenschaftliche Buch Der Heilige Gral und seine Erben (1982). Er verbindet Unterhaltung mit Verschwörungstheorien und einer alternativen Sicht auf die gesamte Kirchen- und die französische Geschichte.
Das Buch wurde in 44 Sprachen übersetzt. Eine Verfilmung mit Tom Hanks und Audrey Tautou in den Hauptrollen kam am 18. Mai 2006 unter dem Titel The Da Vinci Code – Sakrileg in die Kinos.

## Handlung

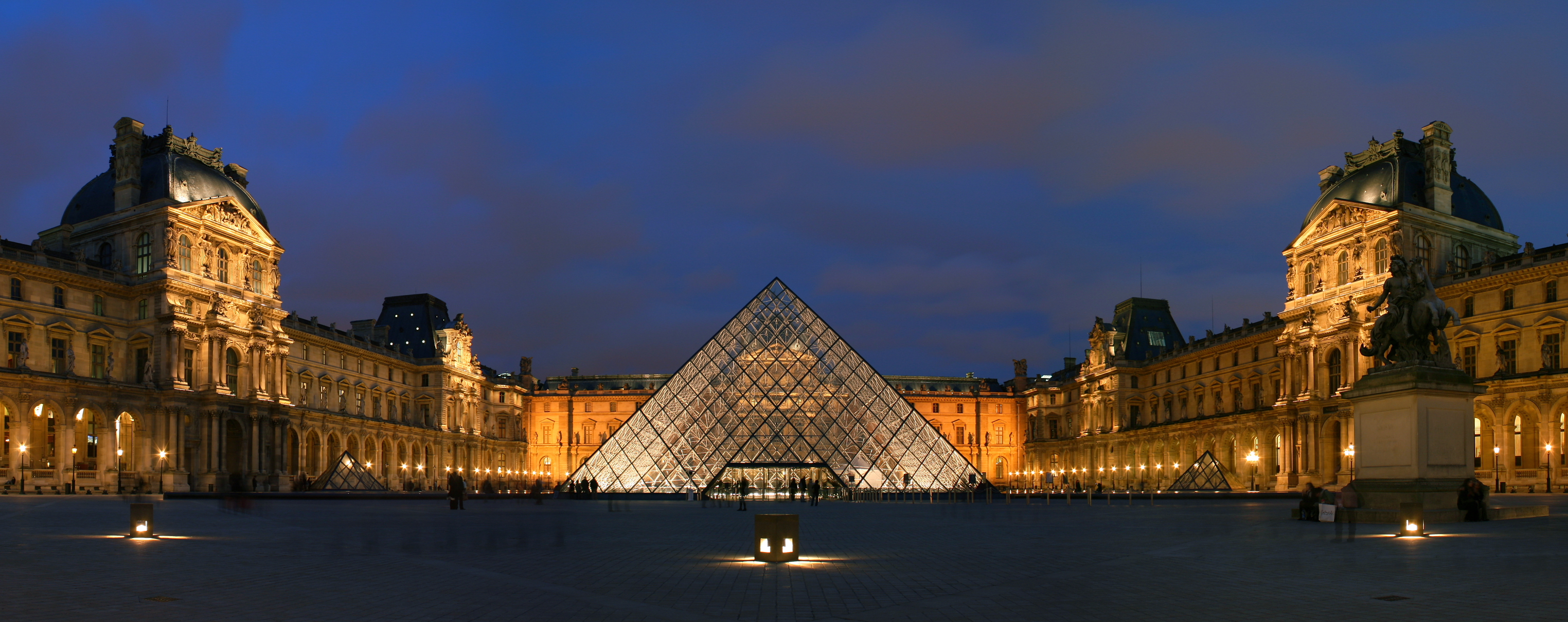
Der Louvre bei Nacht (2007)

Robert Langdon, Symbol-Forscher und Professor der Harvard University, der schon der Protagonist des Romans Illuminati war, befindet sich aus beruflichen Gründen in Paris, als er mitten in der Nacht einen merkwürdigen Anruf erhält: Jacques Saunière, der Chefkurator des Louvre wurde in einer Galerie des Museums ermordet aufgefunden. Wenige Minuten später steht ein Beamter des DCPJ vor seiner Tür im Hôtel Ritz und teilt ihm mit, dass Saunière, mit dem Langdon für diesen Abend verabredet war, in der Grande Galerie ermordet wurde. Im Museum sieht Langdon eine bizarre Szene: Saunière liegt nackt auf dem Boden und hat die Gliedmaßen von sich gestreckt. Er hat sich mit seinem eigenen Blut ein Pentagramm auf den Bauch gemalt und eine rätselhafte Botschaft neben sich geschrieben, die durch UV-Licht sichtbar gemacht wird:

„13 3 2 21 1 1 8 5

O DRACONIAN DEVIL!

OH LAME SAINT!“

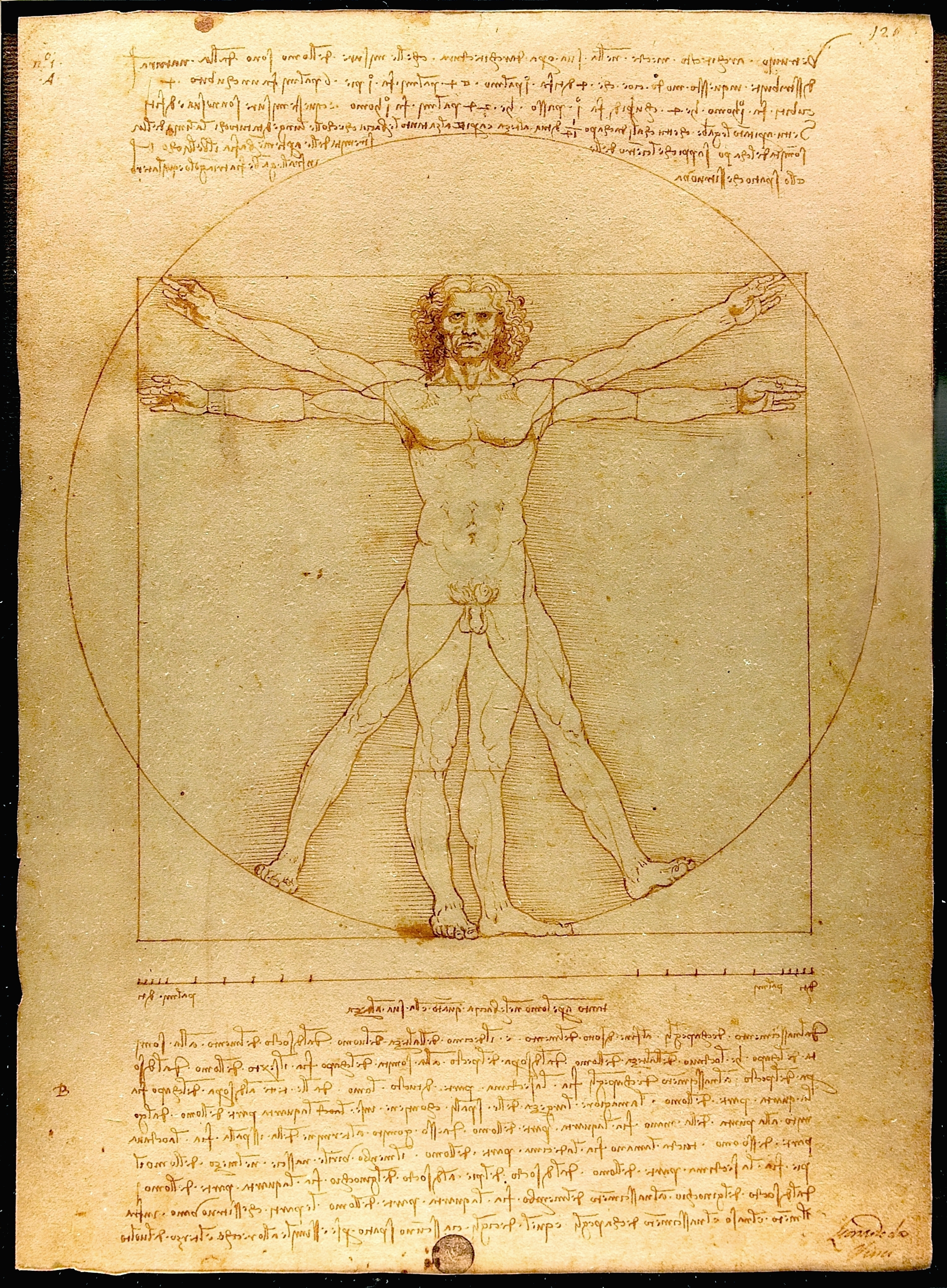
Proportionsstudie nach Vitruv (1485/90)

(Deutsch: O drakonischer Teufel! Oh lahmer Heiliger!)
Als der Polizeichef Bezu Fache den Strahl des UV-Lichts erweitert und ein Kreis um die Leiche sichtbar wird, erkennt Langdon die Anspielung auf die Proportionsstudie nach Vitruv, eines der bekanntesten Werke Leonardo da Vincis. Von Sophie Neveu, einer Kryptologin in der Dechiffrierabteilung der Pariser Polizei, erfährt Langdon, dass es eine Nachricht der US-amerikanischen Botschaft für ihn gebe, bei der es sich in Wirklichkeit aber um eine Botschaft auf dem Anrufbeantworter von Neveu handelt.
Dort erfährt Langdon, dass er als Hauptverdächtiger in diesem Mordfall gilt, weil unter der Nachricht noch der Hinweis P.S. Robert Langdon suchen stand. Dieser Hinweis wurde jedoch inzwischen von Fache entfernt. Neveu, eine Enkelin Saunières, hält den Amerikaner jedoch für unschuldig, da sie die Buchstaben „P.S.“ im Hinweis als Anspielung auf ihren Kosenamen Prinzessin Sophie versteht.
Durch ein Ablenkungsmanöver gelingt es den beiden, etwas Zeit zu gewinnen, die sie allerdings nicht zur Flucht nutzen, da sie inzwischen die Botschaft Saunières entschlüsselt haben: Die Zahlen gehören zur Fibonacci-Folge und sollten die Kryptologieabteilung und damit Neveu anlocken. Die nächsten beiden Zeilen weisen nicht auf Teufel oder Heilige hin, sondern sind Anagramme, mit denen sich die Kryptologin schon als Kind beschäftigte. Die eigentliche Botschaft lautet:

„1 1 2 3 5 8 13 21

LEONARDO DA VINCI!

THE MONA LISA!“

Mona Lisa (1505)

Auf dem Sicherheitsglas des berühmten Gemäldes, der Mona Lisa, entdeckt Neveu eine mit einem Spezialstift geschriebene Botschaft, die sie diesmal schnell entziffern kann. Aus dem Anagramm
“SO DARK THE CON OF MAN” wird der englische Titel des Gemäldes der Felsgrottenmadonna, nämlich “MADONNA OF THE ROCKS”.

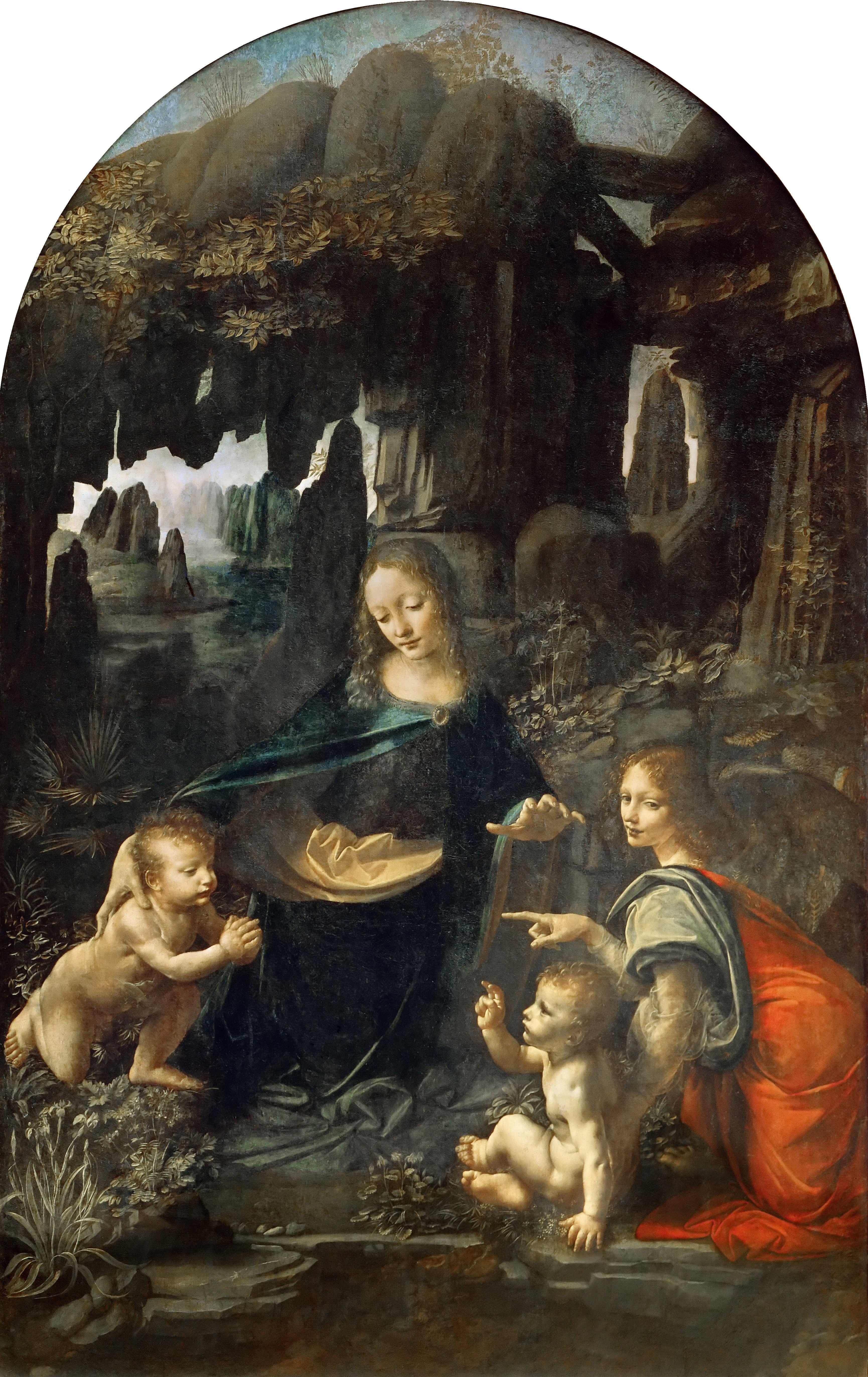
Felsgrottenmadonna (1486)

Auf der Rückseite des Gemäldes hat Saunière vor seinem Tod einen ungewöhnlichen Schlüssel versteckt, den Neveu sofort wiedererkennt. Sie hat ihn als Kind schon einmal gesehen, als ihr Großvater ihr erklärte, dass dieser Schlüssel ein großes Geheimnis berge. Langdon erkennt anhand der eingravierten Buchstaben PS und des Symbols der Lilie, dass Saunière der Prieuré de Sion angehörte. Wie sich später herausstellt, war der Kurator sogar der Großmeister der Bruderschaft, die als Nachfolger der Tempelritter des Mittelalters das Geheimnis um den Heiligen Gral bewahrt. Nun steht die Bruderschaft vor ihrer größten Krise. Denn neben dem Großmeister wurden auch seine drei Seneschalle ermordet. Das Geheimnis der Familie, das Saunière seiner Enkelin anvertrauen wollte, droht, für immer verloren zu gehen.
Hinter den Morden scheint die Prälatur Opus Dei zu stecken, die durch den mordenden Albino Silas und Bischof Manuel Aringarosa vertreten wird. Die Protagonisten gehen davon aus, dass die katholische Kirche das geheime Wissen der Prieuré de Sion unter allen Umständen unter Verschluss halten möchte, weil sonst die Grundfesten der Kirche erschüttert würden.

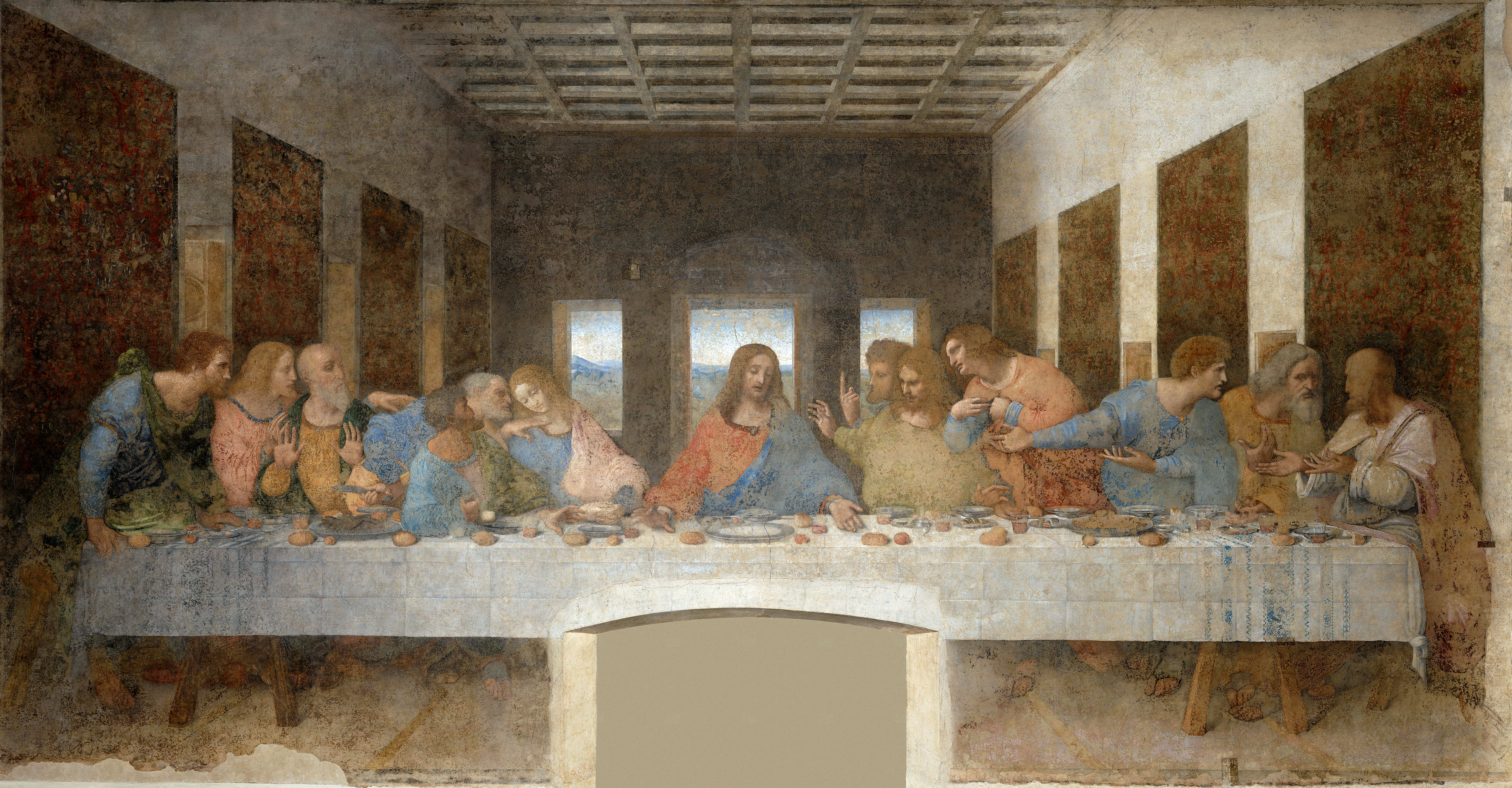
Das Abendmahl (1498)

Während ihrer Flucht vor der Polizei entdecken Langdon und Neveu eine Adresse auf dem Schlüssel. In der Rue Haxo befindet sich die Zürcher Depositenbank, in der Saunière ein Schließfach besaß. Die beiden öffnen den Tresor mit der umgekehrten Fibonacci-Folge als Zahlencode und finden in einem Kästchen aus Rosenholz einen
Geheimbehälter.
Dieser als Kryptex bezeichnete hohle Zylinder ist eine Erfindung des Autors. Laut Roman stamme das Kryptex von Leonardo da Vinci und bestehe aus fünf Messing-Ringen, ähnlich einem Zahlenschloss. In jeden Ring sind umlaufend Marmorplättchen eingelegt, in die jeweils ein Buchstabe eingraviert ist. Ist das richtige Passwort eingestellt, lässt sich der Zylinder öffnen. Im Inneren ist eine Rolle aus Papyrus. Die Rolle ist um eine zerbrechliche, mit Essig gefüllte Phiole gewickelt. Versucht man das Kryptex mit Gewalt zu öffnen, zerbricht die Phiole und der Essig zersetzt das Papyrus.
Das Gefäß deutet Langdon als den legendären Schlussstein, den Silas in einer früheren Szene vergeblich in der Kirche Saint-Sulpice suchte. Mit ihrem ungewöhnlichen Gepäck steigen sie zuerst in einen Geldtransporter, der vom Bankchef André Vernet, einem Geschäftsfreund Saunières, gefahren wird. Als dieser sie bedroht, um an das Kryptex zu kommen, überwältigen sie ihn und fahren mitten in der Nacht zu Sir Leigh Teabing, der auf Château Villette in der Nähe von Versailles lebt. Der Brite gilt als führender Experte in Sachen Heiliger Gral und klärt Sophie über dessen wahre Natur auf.
Teabing und Sophie werden nun von Silas attackiert, den sie aber überwältigen können. Gemeinsam mit Butler Rémy Legaloudec und dem gefesselten Mörder fliegen sie in Teabings Privatjet nach London. Während des Flugs beschäftigen sie sich mit dem Kryptex. Unter einem Rosen-Emblem im Deckel des Kästchens („sub rosa“) findet Langdon eine in Spiegelschrift verfasste Botschaft:

“An ancient word of wisdom frees this scroll

and helps to keep her scatter’d family whole

A headstone praised by templars is the key

and atbash will reveal the truth to thee.”

„Ein uralt Wort der Weisheit befreit die Roll’.

und hilft vereinen ihre zerstreute Familie voll.

Der Schlüssel ist ein gepriesener Templerstein,

und Atbasch schenket dir die Wahrheit ein.“

Die drei Schatzsucher können das Rätsel relativ schnell lösen: Der Stein der Templer ist der Gott Baphomet. Wenn man seinen Namen mit dem Atbash-Code übersetzt und einige Besonderheiten des hebräischen Alphabets berücksichtigt, erhält man „σοφία“ („sophia“), das griechische Wort für „Weisheit“. Damit ist das zur Öffnung des Kryptex benötigte Lösungswort mit fünf Buchstaben gefunden, doch darin findet sich nur ein weiteres Kryptex und folgende Botschaft:

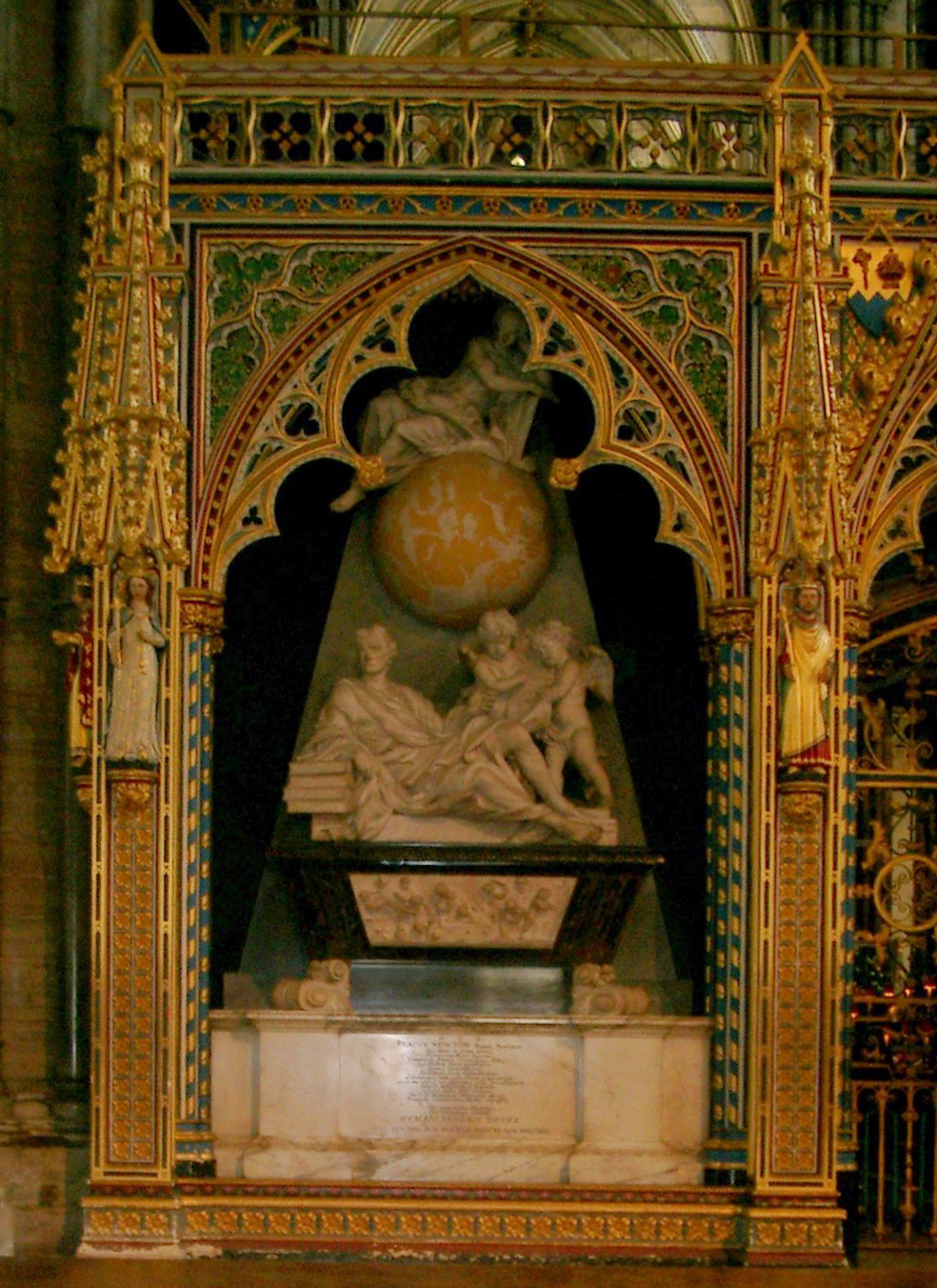
Newtons Grab in der Westminster Abbey (2006)

“In London lies a knight a Pope interred.

His labor’s fruit a Holy wrath incurred.

You seek the orb that ought be on his tomb.

It speaks of Rosy flesh and seeded womb”

„In London liegt ein Ritter, den ein Papst begraben.

Seiner Arbeit Frucht ihm heil’gen Zorn hat eingetragen.

Du suche die Kugel, die auf seinem Grab sollt’ sein.

Sie spricht von rosig’ Fleisch und samenvollem Mutterleib.“

In London liegt ein Ritter, der von einem Papst begraben wurde? Das führt Teabing zur Temple Church, einer zentralen Stätte des Ordens der Tempelritter, der 1307 von Papst Clemens V. aufgehoben wurde. Die Spur erweist sich jedoch als falsche Fährte. Remy und Silas, die beide für den anonymen „Lehrer“ arbeiten, welcher die Fäden im Hintergrund zieht, kommen herein und entführen Teabing und das Kryptex.
Hierbei handelt es sich jedoch um eine Finte, denn der „Lehrer“ ist Teabing selbst. Während Silas schließlich bei Opus Dei Zuflucht sucht und dort versehentlich Bischof Aringarosa anschießt, ermordet Teabing seinen an einer Erdnussallergie leidenden Butler, auf dessen Hilfe er nun keinen Wert mehr legt. Dies tut er mit einem Flachmann, der den gelösten Bodensatz einer Dose Erdnüsse enthält. Langdon und Neveu kommen derweil bei einer Recherche in der Bibliothek der Lösung näher. Mit „Pope“ ist in diesem Fall nicht das englische Wort für „Papst“ gemeint, sondern der englische Schriftsteller Alexander Pope, der die Grabrede für Isaac Newton schrieb. An dessen Grab in der Westminster Abbey finden sie die Nachricht: „Ich habe Teabing. Gehen Sie durchs Kapitelhaus, durch den Südausgang in den öffentlichen Garten.“ In dem Anbau offenbart ihnen Teabing, dass er der Drahtzieher sei und Saunière als Verräter ansehe, da er die Gralsdokumente nicht zur Jahrtausendwende veröffentlicht hatte. Langdon gelingt es, das Kryptex zu öffnen. Teabing erfährt das Lösungswort, jedoch nicht den Inhalt des Kryptex, da vorher die Polizei mit Fache eintrifft und ihn abführt.
Die fehlende Kugel, auf die in der Botschaft des ersten Kryptex hingewiesen wird, stellt sich als der „Apfel“ heraus, der Newton auf den Kopf gefallen sein soll und ihn so zur Entdeckung der Gravitation führte. Langdon und Neveu reisen nach Schottland, denn die letzte Botschaft scheint auf die Rosslyn-Kapelle zu verweisen:

“The Holy Grail ’neath ancient Roslin waits.

The blade and chalice guarding o’er Her Gates.

Adorned in masters’ loving art, She lies.

She rests at last beneath the starry skies.”

„Der Heilige Gral unter alt Roslin verharrt.

Von Schwert und Kelch sind ihre Tore wohl bewahrt.

Sie liegt, von des Meisters feiner Kunst geschmückt.

Zuletzt ruht sie, unter den Sternenhimmel gerückt.“

Hier trifft Sophie ihren Bruder und ihre Großmutter und erfährt, dass sie selbst eine Nachfahrin der Merowinger und damit von Jesus ist. Aber die Frage, wo sich der Heilige Gral befindet, ist damit noch nicht geklärt. Dieses Geheimnis lüftet Langdon erst, als er zurück in Paris ist. Dort folgt er einer Reihe von Markierungen quer durch die Stadt: der Rosenlinie (eine Fiktion Browns, siehe Meridian von Paris). Die Spur endet im Louvre, dessen Eingangsbereich eine gläserne Pyramide Inversée ist, eine Pyramide, die nach unten zeigt. Sie erinnert ihn an den Kelch, der als Symbol des Göttlich-Weiblichen gilt. Das Geheimnis ruht in der kleineren Pyramide an deren Ende, „umgeben von der Kunst großer Meister unter dem Sternenhimmel“.

## Dargestellte Thesen
Brown lässt die Personen in seinem Buch folgende Thesen vertreten: Maria Magdalena repräsentiere einen „Kult der Großen Mutter“, der innerhalb der frühen Christenheit existiert habe. Sie sei Jesu Ehefrau und die Mutter seiner Tochter Sarah gewesen. Ihr Leib, der Jesu Nachkommenschaft getragen habe, sei der legendäre Heilige Gral, wie man in Leonardo da Vincis kodiertem Gemälde „Das Abendmahl“ sehen könne. Ursprünglich sei sie es gewesen, die von Jesus ausersehen wurde, eine Glaubensgemeinschaft zu gründen. In der Bibel erhält Petrus die Aufgabe, die Gemeinschaft zu leiten.
Das Wissen über Maria Magdalena als Ehefrau Jesu sei vom Konzil von Nizäa im Jahr 325 unterdrückt worden, das im Kontext mit Kaiser Konstantins Eroberung der Alleinherrschaft im Jahr zuvor zu sehen sei. Er soll es auch gewesen sein, der Jesus als göttlich erklärt und damit eigennützige Ziele verfolgt habe. Jesu Jünger hätten ihn nicht als Gott angesehen.
Die Gebeine Maria Magdalenas und die geheimen Dokumente, die die wirkliche Geschichte erzählten, seien auf dem Tempelberg gefunden worden, als Jerusalem im ersten Kreuzzug erobert wurde. Diese „Wahrheit“ über Jesus und Maria Magdalena sei durch eine Geheimgesellschaft namens Prieuré de Sion am Leben erhalten worden, die später den Templerorden gegründet habe. Vielen berühmten Persönlichkeiten, wie Leonardo da Vinci und Isaac Newton, wird nachgesagt, dort eine hohe Position bekleidet zu haben.
Diese Geschichte stehe in enger Beziehung mit den 1945 entdeckten gnostischen Schriften von Nag-Hammadi.
Der altfranzösische Ausdruck für den Heiligen Gral Sangreal heiße richtig gelesen Sang Real, was übersetzt „königliches Blut“ bedeute. Damit seien die Merowinger gemeint, die als Nachkommen Maria Magdalenas und Jesu bezeichnet werden und deren Stammbaum heute noch in Frankreich fortgeführt werde.

## Browns Variante der Gralslegende
Der Heilige Gral wird von Brown als der weibliche Mutterschoß und die weibliche Gebärfähigkeit im Allgemeinen und im Speziellen der Mutterschoß von Maria Magdalena interpretiert.
Demnach sei er ein Symbol für die Verehrung der Urmutter und die Fähigkeit der Frau, Leben hervorzubringen. Diese Vorstellung decke sich sowohl mit der symbolischen Form (Kelch oder Gefäß) als auch inhaltlich mit den Überlieferungen anderer Beschreibungen, die ihn als einen Ort des Ursprungs, des Paradieses, des Gleichgewichtes, der Harmonie oder als Kessel der Wiedergeburt bezeichneten.
Allerdings ergänzt Brown diese symbolische Deutung des Grals um einen materiellen Aspekt. Diesen bilden die sterblichen Überreste Maria Magdalenas sowie die Dokumente ihrer Ehe und Kinder mit Jesus Christus. All das wurde laut Brown von den Templern in den Trümmern des Tempels gefunden und bedrohe die Existenz der Kirche, da es deren Jesusbild falsifiziere. Zum Schutz des wahren Grals seien von der Prieuré de Sion unterschiedliche Methoden entwickelt worden, zum Beispiel die eigentliche Legende vom Heiligen Gral, die zugleich auch intensiv mit Symbolen des göttlichen Weiblichkeitskultes verknüpft ist.

Das Abendmahl (Ausschnitt)

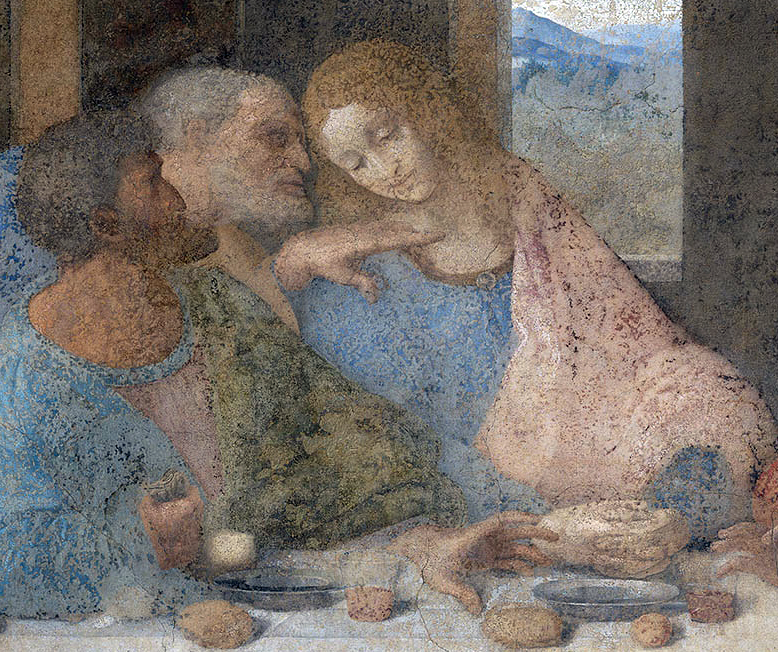
Das Abendmahl (vergrößerter Ausschnitt)

In seinem Werk „Das Abendmahl“ zeige Leonardo da Vinci die Wahrheit: Jesus zur rechten Seite sitze nicht, wie von der Kunstgeschichte allgemein angenommen, der bartlose Jünger Johannes, sondern Maria Magdalena, und zwischen den beiden werde ein mit der Spitze nach unten zeigendes Dreieck angedeutet. Dies sei sowohl das Symbol für den Mutterschoß als auch für das göttlich Weibliche. Die komplementären Farben der Kleidung von Jesus und Maria Magdalena ergänzten sich wie das Männliche und Weibliche. Die Körperhaltung der beiden entspreche ebenfalls der V-Form. Außerdem fehle der Kelch auf dem Bild, weil Maria Magdalena selbst ja der Heilige Gral sei.
Eine Verschiebung von Maria Magdalena von der linken auf die rechte Seite Jesu Christi vollende das Werk.

## Dan Browns Quellen
Als Hauptquellen für Browns Roman gilt das 1982 erschienene Buch Der Heilige Gral und seine Erben (Holy Blood, Holy Grail) von Henry Lincoln, Michael Baigent und Richard Leigh. Die Autoren bezogen sich auf gefälschte Dokumente Pierre Plantards, der sich damit als Nachfahre der Merowinger ausgeben wollte, ergänzten diese allerdings ihrerseits um eine Abstammung von David und Jesus.
Baigent, Lincoln und Leigh sind auch die Quelle für die Theorien bezüglich der Urkunden zur Prieuré de Sion, die von Abbé Bérenger Saunière in der Kirche Sainte Marie-Madeleine in Rennes-le-Château gefunden worden seien. Nach ihm ist der ermordete Kurator und Großmeister Jacques Saunière in Browns Roman benannt.
Nach Auffassung Baigents und Leighs stellt die Verwendung von Motiven ihres Buchs im Roman eine Verletzung ihrer Urheberrechte dar. Beide haben deshalb eine Urheberrechtsschutzklage gegen den Verlag Random House erhoben, die jedoch von einem Londoner Gericht abgewiesen wurde.
Brown weist im Roman verschlüsselt auf seine Quellen hin: Der Name des Gralsexperten Leigh Teabing ist ein Anagramm aus den Namen der Autoren Leigh und Baigent. Der Hinweis auf Henry Lincoln, den dritten Autor, besteht im körperlichen Zustand des kranken Teabing, der dem Lincolns sehr ähnelt. Außerdem wird ihr Hauptwerk Der heilige Gral und seine Erben im 60. Kapitel des Romans ausdrücklich erwähnt.
Weitere Quellen Browns sind:
- Das apokryphe Philippusevangelium, aus dem er in Kap. 58 Spruch 55 zitiert: „Und die Gefährtin von Christus ist Maria Magdalena. Der Herr liebte sie mehr als alle anderen Jünger, und er küsste sie oftmals auf ihren [Mund]. Die übrigen Jünger […] sagten zu ihm: ‚Weshalb liebst du sie mehr als uns alle?‘“
- Beyond God the Father: Towards a Philosophy of Women’s Liberation, 1973, dt. Jenseits von Gottvater, Sohn & Co und Gyn-Ecology: The Metaethics of Radical Feminism, 1978, dt. Gyn/Ökologie. Die Metaethik des Radikalen Feminismus von Mary Daly
- The Templar Revelation: Secret Guardians of the True Identity of Christ von Lynn Picknett und Clive Prince, 1997
- The Woman with the Alabaster Jar: Mary Magdalen and the Holy Grail, 1993 und Goddess in the Gospel: Reclaiming the Sacred Feminine, 1998 von Margaret Starbird: Maria Magdalena und der weibliche Fruchtbarkeitskult.

## Ausgaben
- Dan Brown: The Da Vinci Code. (englische Originalausgabe).

## Übersetzungen
- Dan Brown: Sakrileg. Thriller. Aus dem Amerikanischen von Piet van Poll. Lübbe, Bergisch Gladbach 2004, ISBN 3-7857-2152-8. (48 Wochen lang in den Jahren 2004 und 2005 auf dem Platz 1 der Spiegel-Bestsellerliste)